# Кафана
Кафана (хрв. kavana, бошњ. kahvana, мкд. кафеана) је врста угоститељског објекта у коме се пре свега пила кафа То је и врста бистроа која је карактеристична за подручје бивше Југославије. Данас се у кафани најчешће служе безалкохолна пића, алкохолна пића и кафа.
Овакав тип угоститељског објекта развио се у Османском царству, па је временом пренесен на подручје Балкана. Име јој потиче од турске речи kahvehane што је преузето из арапског и персијског qahve („кафа”) и khane („кућа”).